# Ferrovia Belfast-Larne
La ferrovia Belfast–Larne (in inglese Belfast–Larne railway line) è una linea ferroviaria dell'Irlanda del Nord che collega Belfast a Larne.
È gestita dalla Northern Ireland Railways (NI Railways), la compagnia che esercisce tutte le ferrovie dell'Ulster.

## Caratteristiche
La linea è una ferrovia non elettrificata a scartamento di 1600 mm, lo standard delle linee ferroviarie in Irlanda e in Irlanda del Nord. Lunga 37 km, è a doppio binario tra la stazione di Belfast Great Victoria Street e quella di Downshire, mentre è a binario semplice sul restante tracciato, fino a Larne.

## Percorso
| Pier | Head station |

|  | Station on track |

|  | Station on track |

|  | Station on track |

|  | Station on track |

|  | Unknown route-map component "ABZg+l" |

|  | Station on track |

|  | Unknown route-map component "eBHF" |

|  | Unknown route-map component "eBHF" |

|  | Unknown route-map component "SKRZ-Ao" |

|  | Station on track |

|  | Unknown route-map component "eBHF" |

|  | Station on track |

|  | Station on track |

|  | Unknown route-map component "eBHF" |

|  | Station on track |

|  | Station on track |

|  | Station on track |

|  | Unknown route-map component "eBHF" |

|  | Unknown route-map component "ABZg+r" |

|  | Station on track |

|  | Unknown route-map component "eBHF" |

|  | Unknown route-map component "eBHF" |

|  | Station on track |

|  | Small bridge over water |

|  | Unknown route-map component "ABZg+l" |

|  | Small bridge over water |

|  | Station on track |

|  | Stop on track |

|  | Stop on track |

|  | Junction both to and from left |

|  | End station |

Presso Whitehead è presente il deposito rotabili storici della Railway Preservation Society of Ireland (RPSI).

## Traffico

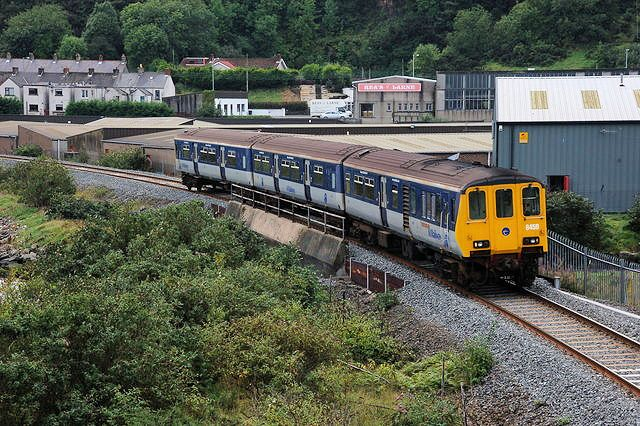
Il treno Portadown–Larne, espletato da un NIR Classe 450, all'ingresso della stazione di Larne

Il servizio è cadenzato ogni trenta minuti in entrambe le direzioni, nei giorni lavorativi (lunedì-venerdì) da Belfast Central fino alla stazione di Carrickfergus. Da qui fino alla stazione di Larne Harbour l'orario è sempre cadenzato ma ogni ora in entrambe le direzioni. La frequenza aumenta durante le ore di punta. Il sabato l'orario è praticamente lo stesso dei cinque giorni precedenti, con la differenza che i treni hanno come capolinea la stazione di Great Victoria Street anziché quella di Belfast Central. La domenica il servizio è a orario cadenzato ogni 90 minuti tra Larne Harbour e Great Victoria Street.
Fino al 2005 furono impiegati i treni Classe 80 e Classe 450, mentre poi furono introdotti i Classe 3000. A partire dal 2011 sono stati introdotti i nuovi Classe 4000 che entro il 2013 dovrebbero rimpiazzare quelli esistenti. Nel gennaio dell'anno seguente sono stati introdotti anche cinque treni C4K per il servizio passeggeri.